# Al-Mustaqbal (krant)
Al-Mustaqbal (Arabisch: المستقبل - de toekomst), is een Libanese, Arabischtalige krant die dagelijks verschijnt.
De krant werd in 1995 door de in 2005 vermoorde zakenman Rafik Hariri opgericht, destijds (voor de eerste maal) premier van Libanon.
Al-Mustaqbal weerspiegelt de opvattingen van de Toekomstbeweging, de in 1992 gestichte politieke partij van wijlen Hariri en tegenwoordig geleid door zijn zoon Saad Hariri. Ook steunt zij de 14-maart-beweging, die Libanon wil losmaken van de Syrische invloed op het land.